# I. A třída Plzeňského kraje
I. A třída Plzeňského kraje patří společně s ostatními prvními A třídami mezi šesté nejvyšší fotbalové soutěže v Česku. Je řízena Plzeňským krajským fotbalovým svazem, hraje se každý rok od léta do jara se zimní přestávkou. Účastní se ji 16 týmů z oblasti Plzeňského kraje, každý s každým hraje jednou na domácím hřišti a jednou na hřišti soupeře, celkem se tedy hraje 30 kol. Vítězem se stává tým s nejvyšším počtem bodů v tabulce. První a druhý tým v pořadí postupují přímo do plzeňského přeboru, další dva týmy (třetí a čtvrtý) hrají baráž o postup. Poslední tři týmy sestupují přímo do I. B třídy (do skupiny A, B nebo C). Do I. A třídy vždy postupují vítězové jednotlivých skupin I. B třídy. Další tři týmy (jedenáctý, dvanáctý a třináctý) hrají baráž se druhými týmy jednotlivých skupin I. B třídy.

## Vítězové

### 1. A třída
| Ročník    | Vítězný tým                                          |
| --------- | ---------------------------------------------------- |
| 2004/2005 | TJ Sokol Manětín                                     |
| 2005/2006 | FK Tachov                                            |
| 2006/2007 | TJ Baník Zbůch                                       |
| 2007/2008 | TJ Slavoj Koloveč                                    |
| 2008/2009 | ZKZ Horní Bříza                                      |
| 2009/2010 | Slavoj Stod                                          |
| 2010/2011 | FK Horažďovice                                       |
| 2011/2012 | TJ Jiskra Domažlice „B“                              |
| 2012/2013 | FC Rokycany „B“                                      |
| 2013/2014 | TJ Rozvadov                                          |
| 2014/2015 | Sokol Lhota                                          |
| 2015/2016 | TJ Baník Stříbro                                     |
| 2016/2017 | ZKZ Horní Bříza                                      |
| 2017/2018 | TJ Start Tlumačov                                    |
| 2018/2019 | FK Staňkov                                           |
| 2019/2020 | TJ Žichovice – Nedohráno z důvodu pandemie covidu-19 |
| 2020/2021 | TJ Žichovice – Nedohráno z důvodu pandemie covidu-19 |
| 2021/2022 | SK Petřín Plzeň „B“                                  |
| 2022/2023 | FK Bohemia Kaznějov                                  |
| 2023/2024 | FC Křimice                                           |
| 2024/2025 | TJ Měcholupy                                         |